# Avions Fairey Belfair
Avions Fairey Belfair , также известный как Tipsy Belfair — бельгийский двухместный лёгкий самолёт конструктора Эрнеста Оскара Типса. Разработан после Второй мировой войны.

## Разработка
Самолёт был основан на модели Tipsy B, созданный до войны, но имеющий полуоткрытую кабину. Это низкоплан обычной схемы с хвостовым шасси.
Самолёт имея великолепные характеристики, дважды побил мировой рекорд дальности полета для самолетов в своем классе (FAI класс 1A - до 500 кг). Первый полёт совершил Альберт ван Котем 21 августа 1950 года и преодолел 945 км. Второй полёт, сделанный П. Андерсоном 3 августа 1955 года, почти утроил рекорд до 2635 км. Оба рекорда были установлены на одном и том же самолёте.
Однако, Belfair стал жертвой избытка лёгких самолетов на рынке после Второй мировой войны. Стоимость самолёта составляла 200 000 бельгийских франков, в то время как излишки Piper Cub и аналогичные самолёты продавались примерно по 30 000 бельгийских франков. За всё время были завершены три самолёта и тогда Типс решил, что самолёт просто коммерчески нежизнеспособен и продал оставшиеся самолёты «как есть». Они были приобретены Д. Хитоном из Спитона и доработаны в Великобритании. Один из этих самолётов (G-APIE) все еще летал в 2015 году, а другой (G-APOD) находился на реставрации с 2001 года.

## Технические характеристики
Данные из журнала Janes All The World's Aircraft 1951–52 
Технические характеристики
- Экипаж: 2 человека
- Длина: 6,6 м
- Размах крыла: 9,5 м
- Высота:
- Площадь крыла: 12 м²
- Масса пустого: 245 кг
- Нормальная взлётная масса: 500 кг
- Масса топлива во внутренних баках: 44 кг
- Силовая установка: 1 × Walter Mikron II

- Воздушный винт: двухлопастный

Лётные характеристики
- Максимальная скорость: 177 км/ч
- Крейсерская скорость: 160 км/ч
- Скорость сваливания: 60 км/ч
- Практическая дальность: 750 км
- Практический потолок: 6000 м
- Скороподъёмность: 2,5 м/с